# New Brighton Tower
Der New Brighton Tower war ein 172,8 Meter hoher und als Stahlfachwerkkonstruktion ausgeführter Aussichtsturm. Er wurde im Jahr 1900 im Ortsteil New Brighton der englischen Stadt Wallasey errichtet, die westlich von Liverpool auf der gegenüberliegenden Seite des Flusses Mersey liegt. Zur Zeit seiner Fertigstellung war der Turm das höchste Bauwerk des Vereinigten Königreichs und zog über eine halbe Million Besucher pro Jahr an. Am Turmfuß befanden sich ein weitläufiger Park und ein großes Angebot an Freizeitangeboten. Der Ballsaal (The Tower Ballroom) im Basishaus (The Tower) war der größte in Großbritannien. Infolge von Verwahrlosung wurde der Turm Anfang der 1920er Jahre abgerissen. 1969 geriet der Backsteinbau an der Basis in Brand und musste anschließend ebenfalls abgebrochen werden.

## Geschichte
Im Zuge der Erbauung des Eiffelturms wurde im Vereinigten Königreich eine Reihe von Vorschlägen für ähnliche Turmbauprojekte gemacht. Der einzige heute noch erhaltene ist der Blackpool Tower, an dem sich der New Brighton Tower konzeptionell und architektonisch orientierte. Wie bei seinem Vorbild, das bereits 1894 im Badeort Blackpool eröffnet wurde, wuchs der Turm in New Brighton aus einem Basishaus in die Höhe empor. Nachdem sich die Baugesellschaft The New Brighton Tower and Recreation Company Limited mit einem Startkapital von 300.000 Pfund Sterling formiert und ein rund 80.000 Quadratmeter großes Landstück am Rock Point erworben hatte, wurde am 22. Juni 1896 mit dem Bau des Basishauses begonnen. Der Turm selbst wurde ab 1897 errichtet. Während der Bauarbeiten starben sechs Arbeiter. Architekten waren, wie schon beim Blackpool Tower, James Maxwell und Charles Tuke aus Manchester.
Die Fertigstellung erfolgte im Jahr 1900, das genaue Datum ist unbekannt. Andere Quellen nennen gar 1898 als Eröffnungsjahr. Kurz nach der Eröffnung kam es zu einem Selbstmord eines jungen Mannes. Mit Ausbruch des Ersten Weltkrieges wurde der Turm für die Öffentlichkeit gesperrt und militärisch genutzt. Die Bausubstanz verwahrloste zusehends aufgrund fehlender Wartung durch die Eigner, die sich mit dem Unterhalt finanziell überfordert sahen. Aufgrund der zunehmenden Baufälligkeit begann man am 7. Mai 1919 den Turm abzutragen. Im Juni 1921 waren die Abbrucharbeiten abgeschlossen.
Übrig blieb zunächst noch das Basishaus, das während des Zweiten Weltkrieges der Bevölkerung als Luftschutzbunker diente. Am 5. April 1969 kam es infolge von Brandstiftung durch Kinder zur Zerstörung des Basisgebäudes, so dass nur die äußere Hülle übrig blieb. Diese wurde schließlich abgerissen und in der Umgebung entstanden in den 1970er Jahren neue Wohnsiedlungen. Das restliche Gelände wurde als Park (River View Park) und Fußballplatz genutzt.

## Beschreibung
Wie bei seinem Vorbild in Blackpool war der New Brighton Tower in ein Basishaus unterhalb der Turmkonstruktion mit acht Turmfüßen integriert. Im großzügig gestalteten Haus im neogotischen Stil befand sich unter anderem ein Ballsaal. Dieser gehörte weltweit zu den größten überhaupt. Das Orchester umfasste sechzig Mitglieder und die Tanzfläche bot über 1000 Paaren Platz. Über dem in den Farben Weiß und Gold geschmückten Ballsaal befanden sich ein Affenhaus, eine Voliere und die Aufzughalle. Insgesamt vier Lifte konnten die Besucher auf die Aussichtsplattform des sechsgeschossigen Turmkorbs mit oktogonalem Grundriss befördern. Die Stahlkonstruktion des Turms wog über 1000 Tonnen und an seiner Spitze befand sich ein Fahnenmast. Von den ursprünglich vier geplanten Aufzügen wurden nur zwei verwirklicht, die von der Firma Eastin, Anderson and Goolden Ltd aus Erith installiert worden waren.
Am Fuße des Turms gab es eine Reihe von Attraktionen und Amüsement-Einrichtungen, wie beispielsweise ein Sportstadion mit einem Fassungsvermögen von 80.000 Menschen und einen Sportplatz (Tower Athletic Grounds), ein Theater, das rund 3.500 Zuschauern Platz bot, eine Wildwest-Show und einen weitläufigen Park von über 100.000 Quadratmetern Größe. Aufgrund der Weitläufigkeit des Geländes bestand sogar eine eigene Polizeistaffel von 15 Mann.

## Nutzung
Bis zum Abriss diente der Ballsaal auch als Veranstaltungsort für viele Konzerte. Zu den bekanntesten dort aufgetretenen Interpreten gehörten Little Richard und The Beatles, die am 12. Oktober 1962 „at The Tower“ gemeinsam mit weiteren Bands im Ballroom auftraten. Auch das Symphonieorchester im Park am Turm (New Brighton Tower Pleasure Gardens) war kulturell beachtet. Zwischen 1897 und 1900 war der Komponist Granville Bantock musikalischer Direktor des Orchesters.

## Sonstiges
Um die Attraktivität des Geländes während der Wintermonate zu steigern, wurde im Oktober 1896 eine Fußballmannschaft, der New Brighton Tower F.C. gegründet. Zwischen 1898 und 1901 spielte diese in der zweiten Fußballliga Englands, nach dem dreimaligen Verpassen des Erstligaaufstiegs wurde der Verein 1901 wieder aufgelöst. In Fortsetzung dieser Tradition führte der AFC New Brighton den Turm im Vereinslogo.